# Hirota Ryuji
Ryuji Hirota (廣田 隆治, sinh ngày 16 tháng 7 năm 1993) là một cầu thủ bóng đá người Nhật Bản thi đấu cho Renofa Yamaguchi FC.

## Thống kê sự nghiệp

### Câu lạc bộ
Cập nhật đến ngày 23 tháng 2 năm 2017.
| Câu lạc bộ          | Mùa giải            | Giải vô địch | Giải vô địch | Cúp Hoàng đế Nhật Bản | Cúp Hoàng đế Nhật Bản | Khác1   | Khác1     | Tổng    | Tổng      |
| Câu lạc bộ          | Mùa giải            | Số trận      | Bàn thắng    | Số trận               | Bàn thắng             | Số trận | Bàn thắng | Số trận | Bàn thắng |
| ------------------- | ------------------- | ------------ | ------------ | --------------------- | --------------------- | ------- | --------- | ------- | --------- |
| FC Gifu             | 2012                | 22           | 1            | 1                     | 0                     | -       | -         | 23      | 1         |
| Gainare Tottori     | 2013                | 28           | 1            | 1                     | 0                     | 2       | 0         | 29      | 1         |
| Gainare Tottori     | 2014                | 27           | 4            | 2                     | 3                     | -       | -         | 29      | 7         |
| Gainare Tottori     | 2015                | 32           | 5            | 2                     | 0                     | -       | -         | 34      | 5         |
| Gainare Tottori     | 2016                | 29           | 1            | 2                     | 0                     | -       | -         | 31      | 1         |
| Tổng cộng sự nghiệp | Tổng cộng sự nghiệp | 138          | 12           | 8                     | 3                     | 2       | 0         | 148     | 15        |

1Bao gồm JFL Relegation Playoffs.